# FORTE

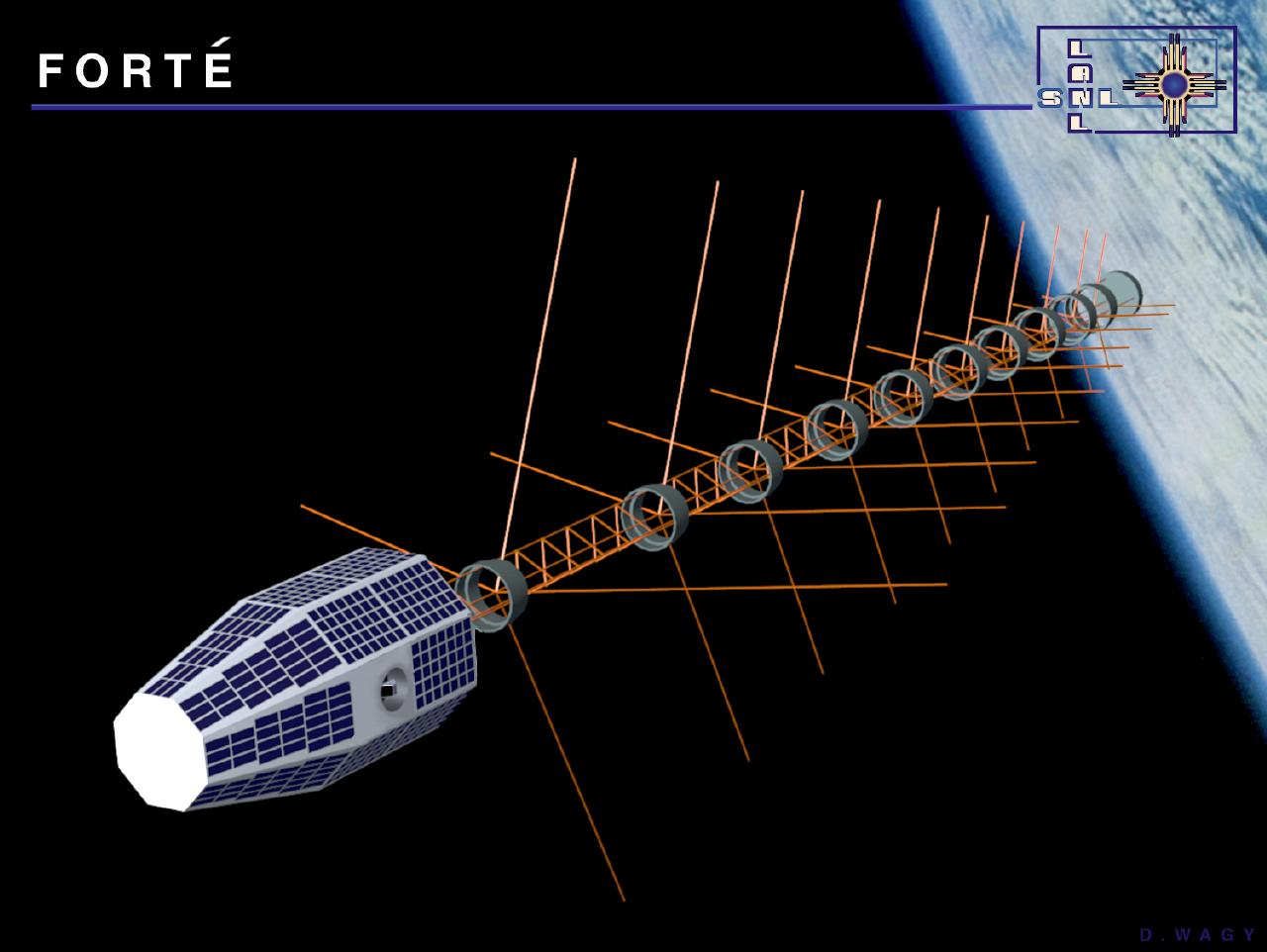
Representação artística do FORTE.

FORTE (acrônimo de Fast On-orbit Recording of Transient Events) é um satélite artificial dos Estados Unidos lançado em 29 de agosto de 1997 por um foguete Pegasus XL a partir da Base da Força Aérea de Vandenberg.

## Características
A missão do FORTE era fazer medições de radiotransmissões provenientes da superfície terrestre para verificar se cumprem os tratados de proibição de testes nucleares.
A estrutura básica do satélite é feita de um composto de grafite e epóxi e pesa apenas 41 kg. O FORTE tem uma antena suspensa de 10 metros de comprimento, vários magnetômetros, um sensor de horizonte terrestre, um volante de inércia e uma barra de torque magnético